# Sistemul de ungere al motoarelor cu ardere internă
Sistemul de ungere al motorului cu ardere internă este sistemul auxiliar format din totalitatea componentelor care asigură ungerea organelor motorului în vederea reducerii efectelor frecărilor dintre piesele în contact în mișcare. Tot el asigură filtrarea și răcirea uleiului⁠(d).

## Necesitate și metode
Ungerea motoarelor cu ardere internă este necesară pentru:
- micșorarea lucrului mecanic consumat pentru învingerea forțelor de frecare;
- reducerea uzurii pieselor în mișcare;
- reducerea temperaturii pieselor în mișcare — uleiul de ungere preia practic toată căldura generată de forțele de frecare și o parte din căldura primită de unele piese de la gazele fierbinți cu care sunt în contact;
- îmbunătățirea etanșării grupului cilindru–piston–segmenți;
- evacuarea impurităților și particulelor metalice rezultate din uzură.

Practic în toate punctele din motor care necesită ungere mișcarea relativă a pieselor este una de alunecare. La motoarele cu piston, principalele zone care trebuie unse sunt între pistoane (cu segmenții lor) și cămășile cilindrilor, bolțurile de bielă pe suprafețele lor de alunecare, fusurile paliere ale arborelui cotit și lagărele lor, fusurile manetoane ale arborelui cotit și bielele care le acționează, fusurile arborelui cu came și lagărele lor, camele arborelui cu came și piesele pe care le acționează (tacheți sau culbutori), ghidajele și cozile supapelor, mecanismele de acționare ale distribuției⁠(d).
Într-un motor unele piese, cum ar fi supapele de evacuare, funcționează la temperaturi de sute de grade, iar altele pot avea doar zeci de grade. Ungerea lor se face cu ulei de motor, de câte un singur tip, motiv pentru care uleiul trebuie să satisfacă necesitățile de ungere în toate aceste condiții. Totuși, un ulei nu poate funcționa la temperaturi prea mari deoarece se poate arde, iar reziduurile arse pot înțepeni prin cocsare suprafețele care ar trebui să fie în mișcare. În general se recomandă ca temperatura uleiului să fie de 110–130 °C. Locul unde uleiul este cel mai solicitat din punct de vedere termic sunt cămășile cilindrilor unde uleiul este în contact direct cu gazele de ardere. Acesta este motivul pentru care cămășile cilindrilor trebuie răcite, răcirea lor fiind principala sarcină a sistemului de răcire.
Metodele de ungere pot fi cu ungere cu ulei sub presiune, cu ceață de picături de ulei și o combinație a celor două metode precedente. Ungerea sub presiune se face cu o pompă de ulei, iar cea cu ceață de picături se face prin barbotarea uleiului de către unele piese în mișcare. Ungerea trebuie să fie suficientă, astfel că locurile cele mai solicitate, cum ar fi fusurile arborilor, unde solicitarea de contact este de ordinul a câțiva MPa, respectiv suprafețele camelor, unde solicitarea este chiar mult mai mare, se ung cu ulei sub presiune. Restul pieselor se ung prin ceață de ulei, deoarece ungerea cu ulei sub presiune a tuturor zonelor motorului duce la complicații constructive. Deci, majoritatea motoarelor au o ungere mixtă.

## Ungerea motoarelor în patru timpi

### Componente
Principalele componente ale unui sistem de ungere a motoarelor în patru timpi sunt rezervorul de ulei, pompa de ulei și filtrul de ulei. În funcție de necesități poate fi nevoie de un radiator de ulei.

#### Rezervorul de ulei
Rezervorul de ulei este un recipient care poate fi alimentat cu ulei printr-o gură de alimentare prevăzută cu un bușon și poate fi golit printr-un orificiu obturat cu un dop filetat. Rezervorul este dotat cu un sorb prevăzut cu filtre de plasă de sârmă, care opresc impuritățile grosiere. Sorbul preia uleiul de la un nivel deasupra fundului rezervorului — adică nu chiar din cel mai de jos punct al rezervorului — tot pentru a evita antrenarea impurităților depuse acolo. La motoarele care funcționează într-o anumită poziție, de exemplu cele ale autovehiculelor rutiere, rolul rezervorului de ulei îl ia partea inferioară a carterului motorului, așa-zisa baie de ulei. În aceste cazuri sorbul face corp comun cu pompa de ulei. La motoarele nu prea mari baia de ulei, fiind spălată pe dedesubt de aerul rece, asigură și răcirea uleiului. Dacă este cazul, pentru îmbunătățirea transmiterii căldurii, suprafața sa exterioară este mărită prin nervurare.

#### Pompa de ulei

Funcționarea unei pompe cu roți dințate — în imagine uleiul este pompat de jos în sus

Pompa de ulei asigură circulația uleiului și presiunea necesară ungerii, care este de ordinul a 2–5 bar la temperatura de regim, dar la pornire poate ajunge la 12–15 bar. Tipul uzual este pompa cu roți dințate, în diverse variante: cu angrenare exterioară și cu angrenare interioară. Antrenarea pompei este de obicei mecanică, dar poate fi și electrică. Pompa este echipată cu o supapă de siguranță sub forma unei supape de recirculare, cu bilă și arc. Dacă presiunea crește prea mult, supapa se deschide, iar uleiul nu mai este refulat, ci se întoarce la intrarea în pompă.

#### Filtrul de ulei
Filtrul de ulei reține impuritățile fine, în principiu cele mai mari de 5 μm, dar atunci, la debitul de ulei uzual, sau rezistența hidrodinamică  a filtrului, sau dimensiunea sa ar deveni inacceptabile. De aceea el filtrează doar o parte de 8–20 % din uleiul care trece spre magistrala de ulei, restul ocolește filtrul la trecerea curentă printr-o supapă de ocolire (bypass) și va fi filtrat la un moment dat în trecerile următoare. Este realizat dintr-o umplutură formată dintr-o bandă de hârtie gofrată poroasă permeabilă la ulei, aflată într-o carcasă protectoare, care organizează și curgerea uleiului prin filtru. Și filtrele dispun de supape de siguranță, care permit ocolirea filtrului la creșterea suprapresiunii peste 1,8–2,3 bar în urma îmbâcsirii sale. Filtrele de ulei moderne nu se curăță, ci se înlocuiesc după un anumit parcurs sau durată de funcționare. Uneori filtrele nu sunt demontabile, de exemplu la motorul de Dacia 1300, ele se schimbă cu tot cu carcasă. Alteori carcasa lor se poate deschide și se înlocuiește doar elementul filtrant.

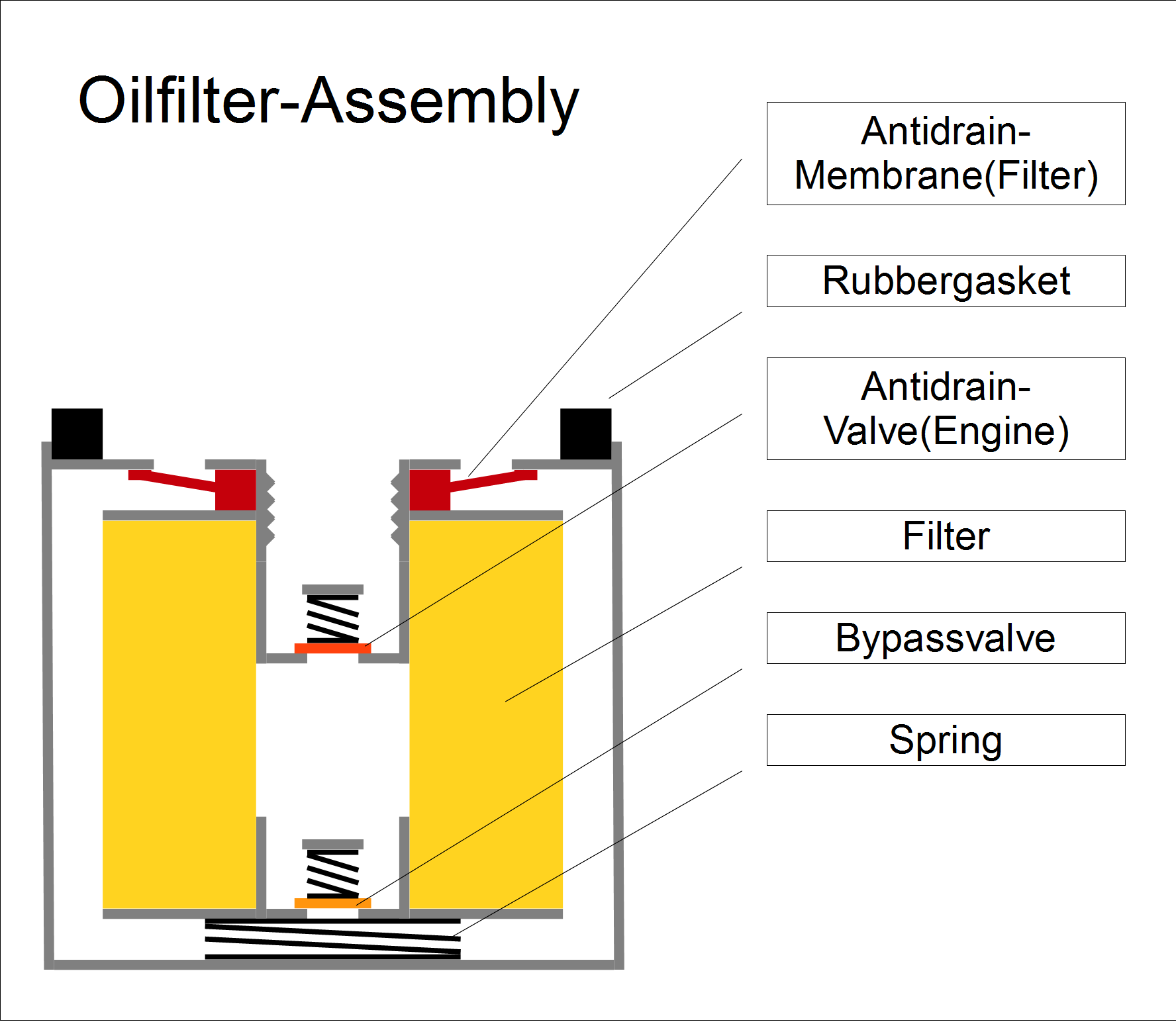
Structura unui filtru
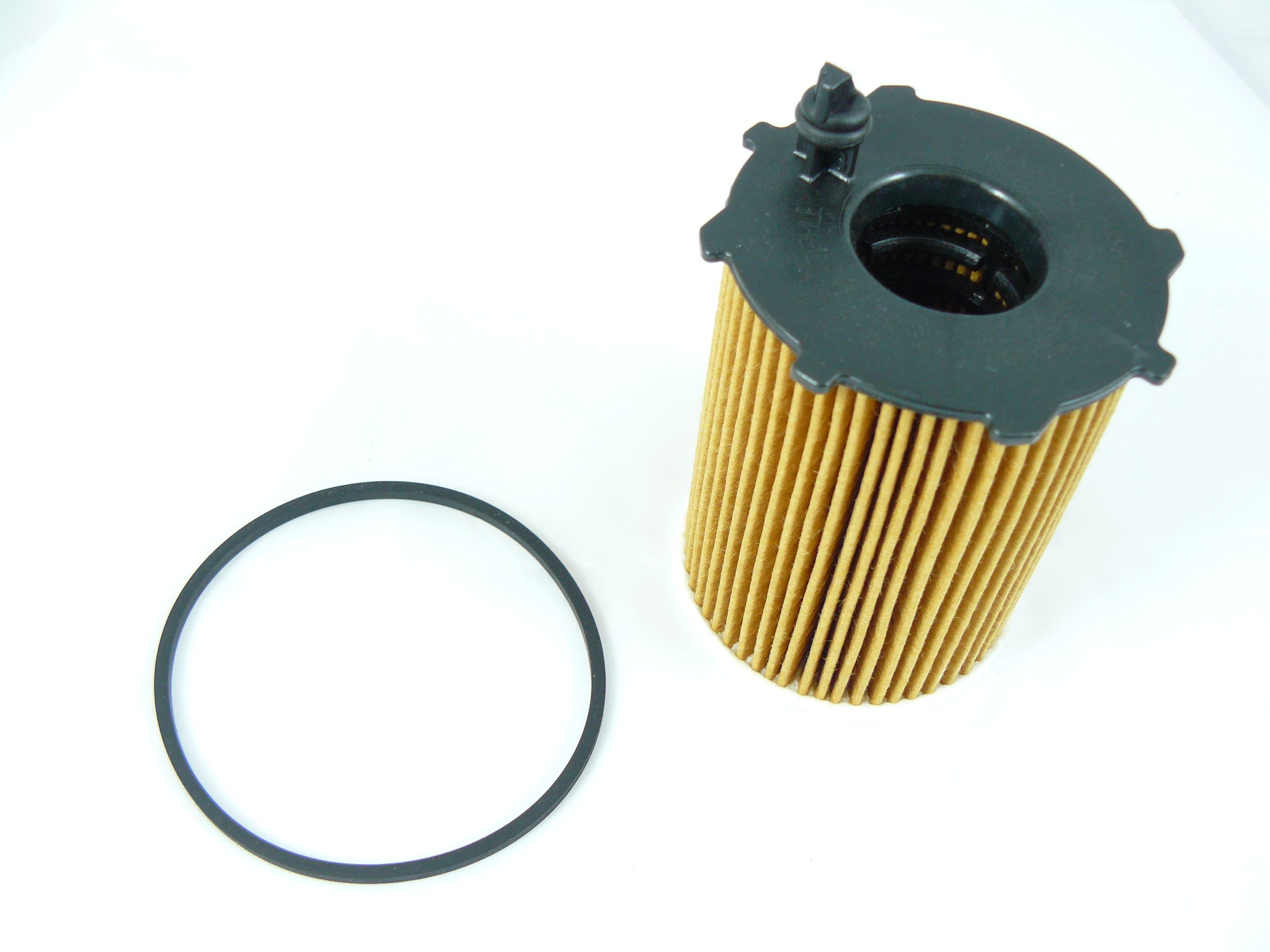
Element filtrant înlocuibil și garnitură
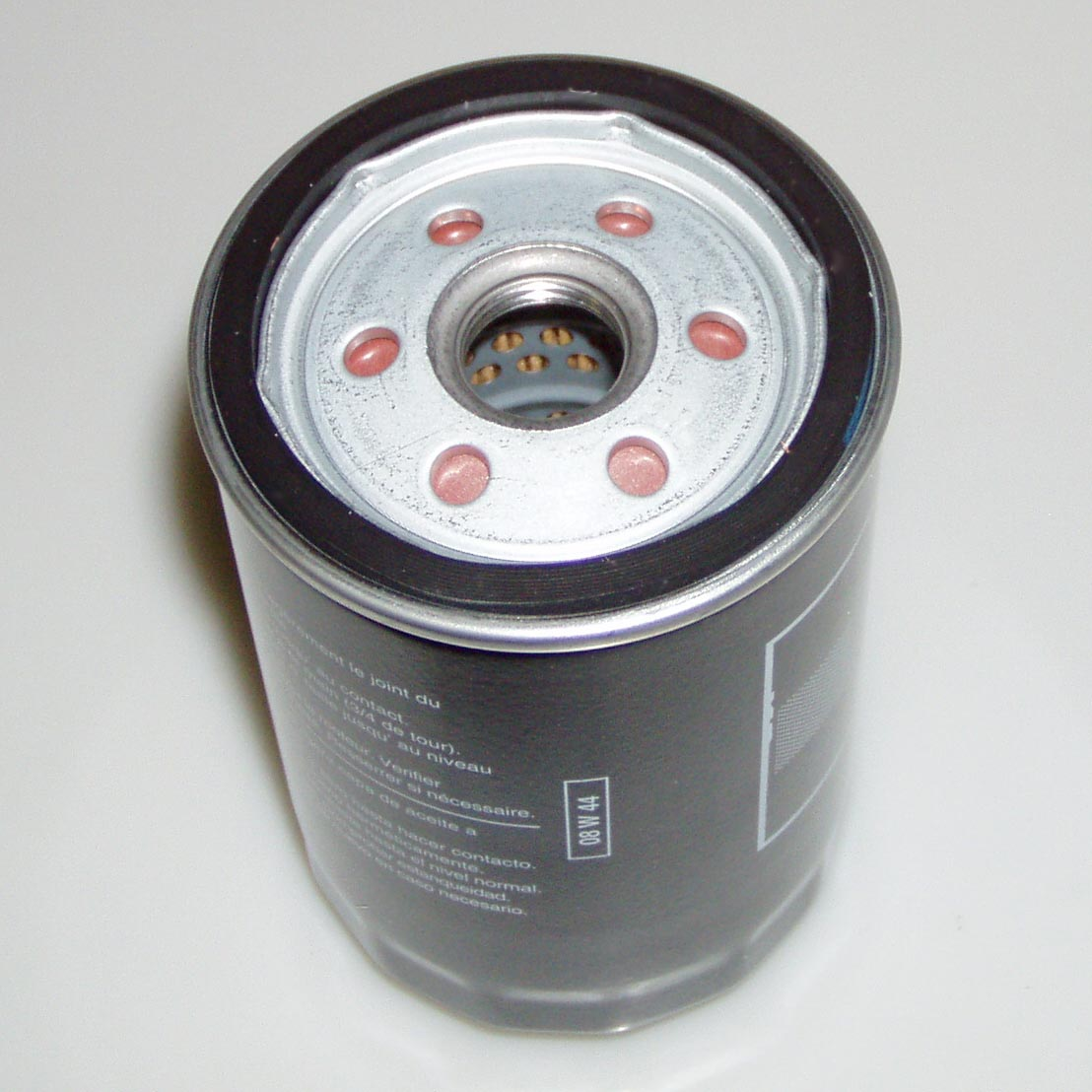
Filtru de ulei nedemontabil

În afară de filtrele descrise, uleiul poate fi curățat și prin centrifugare în dispozitive suplimentare, care intră în funcțiune când suprapresiunea uleiului depășește 1–2 bar.
Particulele metalice feromagnetice sunt reținute de magneți montați de obicei pe dopul de golire a uleiului.

#### Radiatorul de ulei
Radiatorul de ulei este un schimbător de căldură utilizat pentru răcirea uleiului. El este necesar întotdeauna la motoarele cu carter sec (v. mai jos), la motoarele răcite cu aer și la motoarele mari când suprafața băii de ulei nu este suficientă pentru răcirea uleiului. Radiatorul poate fi răcit cu aer sau cu apă. La răcirea cu aer, construcția sa este similară cu a radiatorului de apă, uleiul circulă prin interiorul țevilor, iar aerul prin aripioarele de la exteriorul țevilor. La răcirea cu apă, aceasta trece prin interiorul țevilor, iar uleiul prin exterior. În ambele cazuri, construcția este mai solidă decât a radiatoarelor de apă deoarece uleiul este sub presiune.

### Funcționare

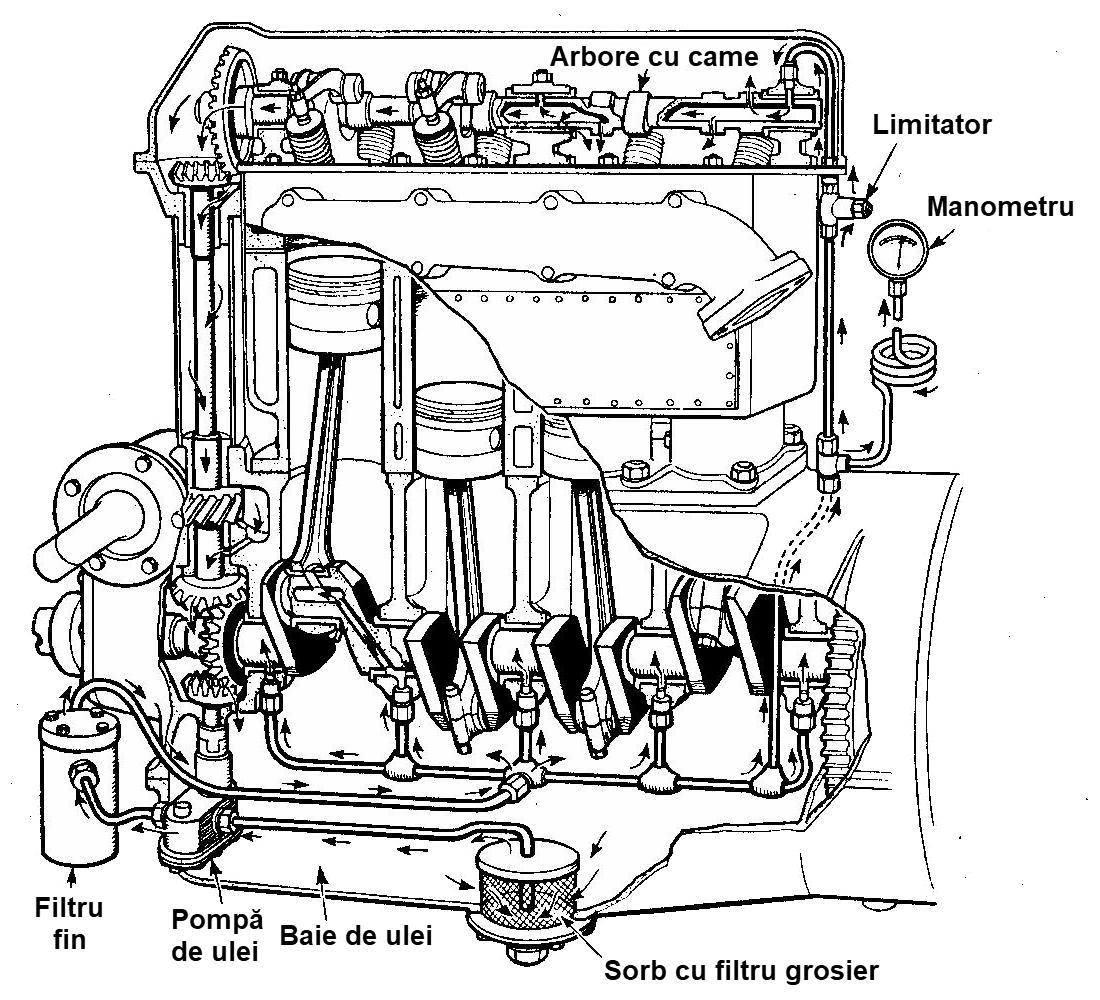
Sistem de ungere cu carter umed dintr-un manual auto din 1935

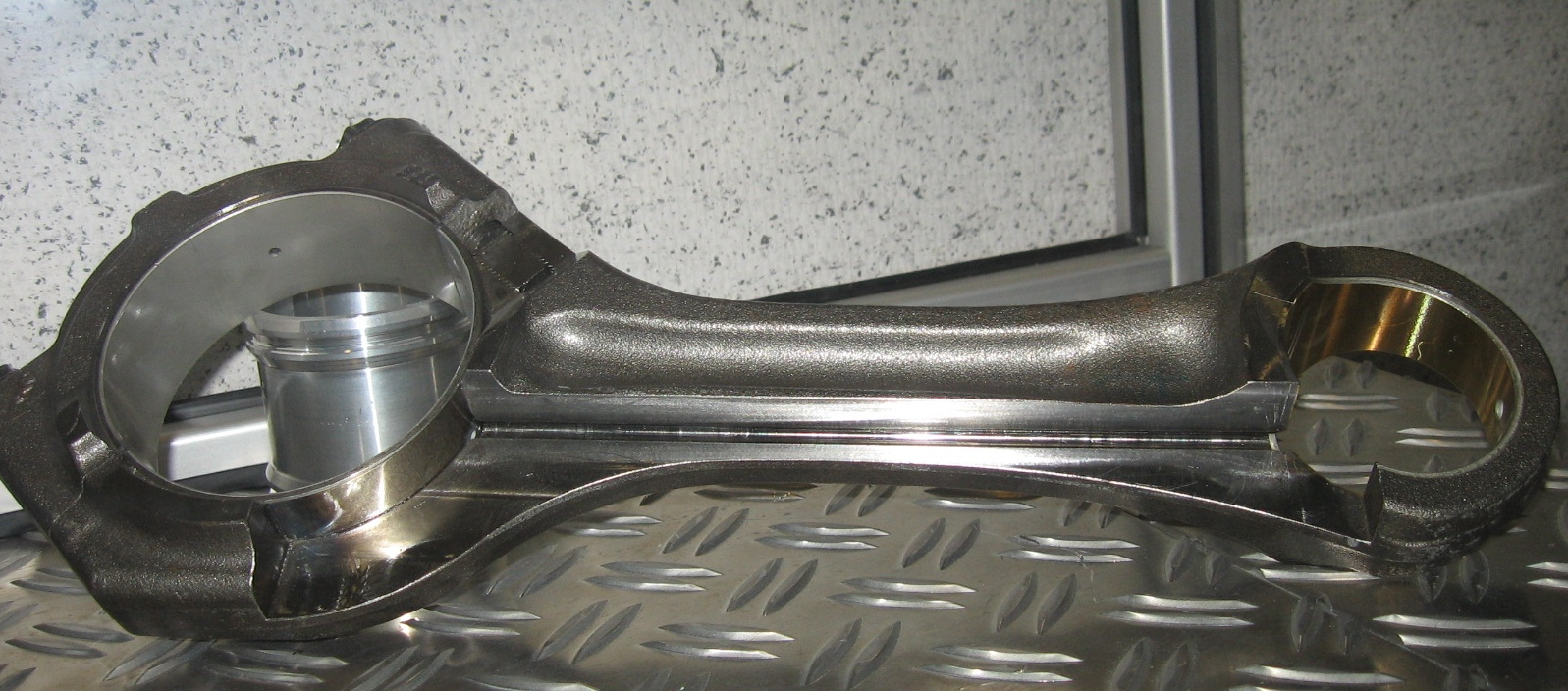
Bielă secționată, în care se vede canalul de ungere practicat în corp

Aproape toate motoarele autovehiculelor rutiere, inclusiv ale tractoarelor, au „rezervorul” sub forma băii de ulei din carterul inferior, sistem numit cu carter umed, situație ilustrată în imaginea alăturată și actuală și astăzi. Și autoturismul Dacia 1300 avea un sistem asemănător. După cum se poate urmări în imagine, pompa de ulei trage uleiul din baie printr-un sorb (la Dacia 1300 sorbul era monobloc cu pompa de ulei) și-l refulează prin filtrul de ulei la magistrala de ulei. În imagine magistrala este o conductă, dar ea poate fi o canalizație în carter, cum era la Dacia 1300, sau poate fi amenajată prin canale practicate în arborele cotit. Din magistrală uleiul este distribuit la fusurile palier ale arborelui cotit și la arborele cu came. La sistemul din imagine există niște canalizații de la fusurile palier spre fusurile maneton, unde uleiul unge lagărele din capul bielelor. Dacă este nevoie de a unge sub presiune bolțul (axul pistonului), în corpul bielei se practică un canal prin care uleiul din capul bielei ajunge în piciorul bielei, ungând bolțul.
Arborele cu came are o canalizație axială în care intră uleiul trimis de la magistrala de ulei. În dreptul fiecărei came există o mică canalizație prin care uleiul ajunge pe camă, în zona sa inactivă, urmând să se întindă pe toată cama. Uleiul care scapă pe lângă lagărele unse formează în interiorul motorului o ceață de picături de ulei care unge restul pieselor. Cu uleiul scăpat de la lagărele arborelui cotit sunt unse pistoanele, bolțurile, cămășile cilindrilor, iar cu cel scăpat de la arborele cu came sunt unse cozile supapelor, culbutorii și mecanismul de antrenare al arborelui cu came. Dacă arborele cu came nu este plasat în capul motorului, ci la mijloc, ca la motorul de Dacia 1300, atunci de la magistrala de ulei se prevede o canalizație care duce la axul culbutorilor, de unde sunt unse cozile supapelor, tijele împingătoare și mecanismul de antrenare al arborelui cu came. Ceața de picături de ulei se depune pe piese, formând o peliculă de ulei care, sub influența gravitației se scurge prin canalizații înapoi în baia de ulei. O parte care nu este neglijabilă se scurge în cilindri pe lângă cozile supapelor, ungând cămășile cilindrilor, de unde este răzuit de segmenții raclori ai pistoanelor.
Dacă motoarele sunt supuse forțelor centrifuge mari, de exemplu la automobilele de sport, sau sunt cu cilindrii inversați, ca la avioanele militare din Al Doilea Război Mondial, sau funcționează în diferite poziții, de exemplu la avioane echipate cu motoare cu piston, uleiul din baie nu este stabil, așa că sistemul are un rezervor de ulei separat, sistem numit cu carter sec sau cu carter uscat. Sistemul este mai complicat, lipsa băii de ulei face ca radiatorul de ulei să fie obligatoriu și este nevoie de mai multe pompe de ulei, care să pompeze uleiul de unde se poate aduna prin scurgere, înapoi în rezervor. Sistemul are și avantaje: înălțimea motorului se reduce, uleiul se degradează mai puțin deoarece intră mai puțin în contact cu gazele din carter iar consumul de ulei scade deoarece ungerea poate fi dozată mai exact, cu mai puțin ulei.

## Ungerea motoarelor în doi timpi
Spre deosebire de motoarele în patru timpi, la care schimbul de gaze se face timpii curselor de evacuare a gazelor arse și de admisiune a amestecului carburant (la motoarele cu aprindere prin scânteie), respectiv a aerului proaspăt (la motoarele cu aprindere prin comprimare — motoare diesel), la motoarele în doi timpi lipsesc acești timpi. Schimbul de gaze (baleiajul, din franceză balayage = măturare [a gazelor de ardere]) se face forțat, la sfârșitul cursei motoare și la începutul cursei de comprimare. Ca urmare, amestecul carburant sau aerul proaspăt trebuie să fie furnizat cu o oarecare suprapresiune, mai mare ca aceea din cilindru în momentul deschiderii ferestrei de admisiune. Există două metode de furnizare a suprapresiunii necesare: cu o suflantă de supraalimentare, sau prin baleiaj prin carter.
În cazul existenței suflantei de supraalimentare sistemul de ungere este la fel ca la motoarele în patru timpi, are aceleași componente și același mod de lucru.
La baleiajul prin carter, pistonul, în timpul cursei active joacă și rolul unui piston de compresor, comprimând puțin amestecul carburant sau aerul care se află în carter, suficient pentru efectuarea baleiajului în momentul deschiderii ferestrei de admisiune. Nu convine ca amestecul carburant să ia contact cu uleiul de ungere din baia de ulei, deoarece poate antrena în cilindru o cantitate de ulei necontrolabilă. Ca urmare carterul este sec, nu poate juca rolul de baie de ulei. Există două variante de ungere a acestor motoare: prin amestecul uleiului cu benzina la pompa de alimentare, respectiv prin ungere separată.
Ungerea prin amestec presupune dozarea unei cantități de ulei în benzină la alimentare la pompă. Cazul tipic este amestecul care conține c. 2 % ulei. Acest ulei ajunge în cilindrii motorului împreună cu combustibilul, dar arde mai greu, se depune pe cămașa cilindrilor, ungându-i. Segmenții pistonului îl răzuiesc de acolo, iar pistonul, biela și arborele cotit îl împrăștie în restul motorului sub formă de ceață de ungere. Metoda este foarte simplă (practic nu există un sistem de ungere distinct), dar amestecul nu este uniform, distribuirea uleiului nu este optimă, iar o parte din el arde sau este evacuat odată cu gazele de ardere. În plus, este nevoie de operații suplimentare la pompă: benzina este livrată într-o canistră, unde se adaugă uleiul, se amestecă și apoi se toarnă în rezervor. O soluție mai bună este ungerea separată, în care uleiul nu este amestecat cu benzina, ci introdus într-un rezervor de ulei, din care o pompă îl preia și îl injectează în carburator. Uleiul nu este dizolvat în benzină, ci rămâne sub formă de suspensie de picături fine, care ard mult mai greu, ca urmare se depun aproape în totalitate pe cămășile cilindrilor, de unde acționează la fel cu cel provenit prin amestec. Faptul că nu arde reduce consumul de ulei la circa jumătate față de amestecarea lui în benzină la alimentare.

## Alte sisteme

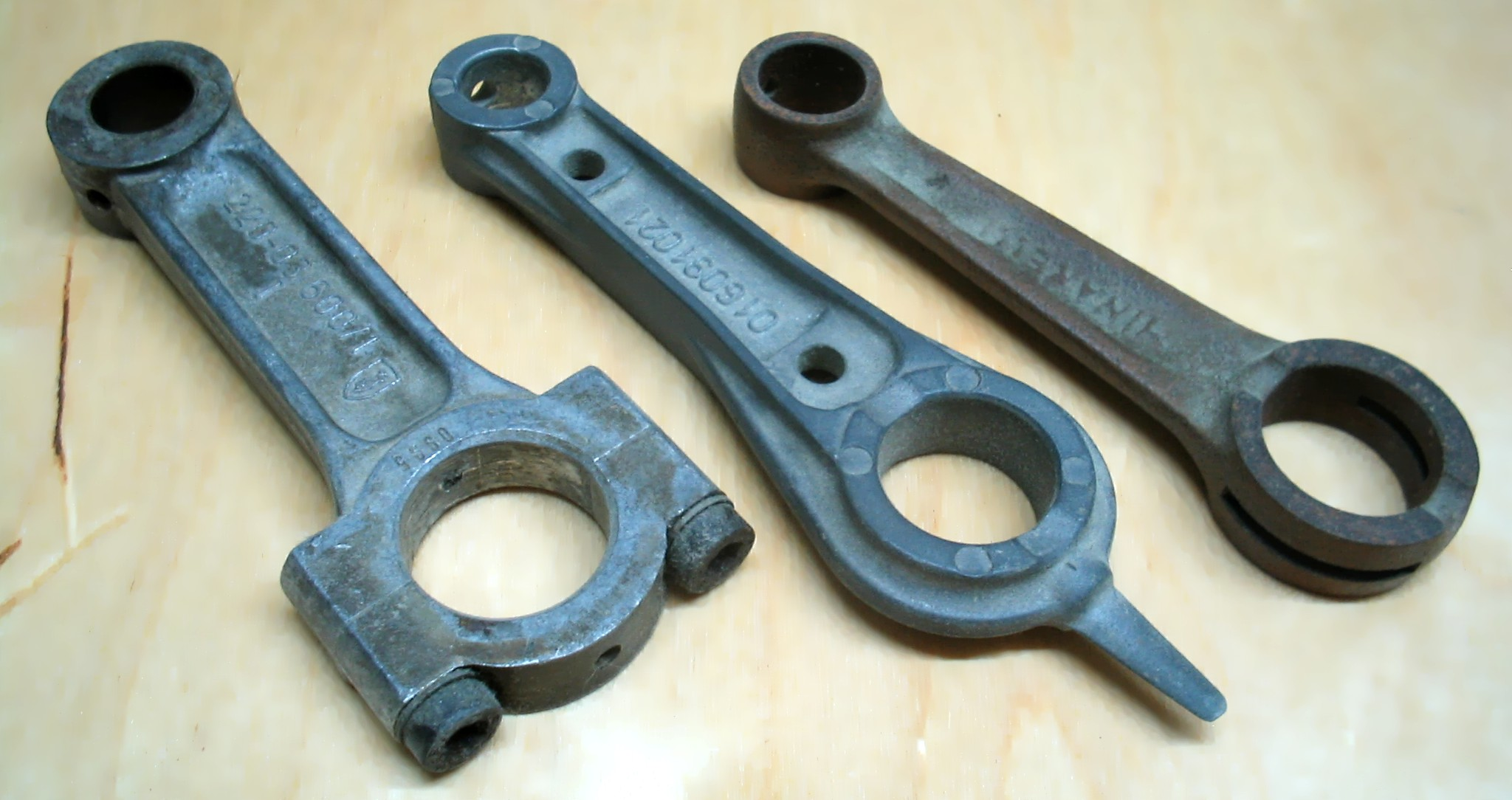
Biela din mijloc este prevăzută cu o limbă pentru barbotarea uleiului

La motoarele mai vechi, cu camere de ardere prevăzute cu supape laterale — soluție astăzi abandonată — toate piesele în mișcare puteau fi unse prin ceață de picături de ulei. Aceasta putea fi generată de o limbă aflată pe capul bielelor, care agita (barbota) uleiul din baia de ulei. Ca urmare, nu exista un sistem de ungere propriu-zis. Sistemul nu permitea încărcarea prea mare a lagărelor și nu asigura o ungere corespunzătoare când motorul era rece. De aceea, la pornire acele motoare trebuiau încălzite la sarcină redusă până când viscozitatea uleiului scădea până la o valoare la care putea asigura ungerea. Lipsa încălzirii prealabile putea duce la o frecare pe uscat în lagăre, ceea ce putea duce la topirea materialelor antifricțiune (metal alb) din lagăre.
O oarecare îmbunătățire a fost fasonarea limbii bielei în formă de „linguriță” și prevederea unei canalizații în ea până la lagărele de bielă. Barbotarea uleiului producea o presiune dinamică în linguriță, presiune care asigura o ungere ceva mai bună și permitea o încărcare mai mare a lagărelor, însă problemele la pornire erau aceleași. Pe timp geros uleiurile din epocă aveau o consistență asemănătoare vaselinei. La pornire limba sau lingurița de barbotare săpa canale în acea vaselină, ungerea fiind aproape complet anulată. Aceste probleme au dispărut odată cu apariția uleiurilor moderne și a ungerii sub presiune.

## Uleiuri
Uleiurile folosite pentru ungere sunt uleiuri special produse pentru a îndeplini cerințele motoarelor. Însă aceste cerințe sunt contradictorii și greu de îndeplinit.
Principalele proprietăți care prezintă interes pentru ungerea motoarelor sunt viscozitatea și onctuozitatea. Viscozitatea determină rezistența la curgere a uleiului în sistemul de ungere. Ea variază în funcție de temperatură, fiind mai mare la rece și mai mică la cald. Dependența de temperatură este practic una exponențială, astfel că într-un grafic semilogaritmic pe axa viscozității, dependența apare ca o dreaptă cu o pantă negativă. Viscozitatea unui ulei se poate stabili pentru orice temperatură dacă se cunosc viscozitățile la două temperaturi. Convențional, acestea au fost stabilite printr-o normă SAE la 100 °F (37,8 °C), respectiv 210 °F (98,9 °C).
Pentru motoare, viscozitatea la rece ar trebui să fie mică, pentru a ușura pornirea, o viscozitate mare solicitând intens demarorul. La cald, viscozitatea ar trebui să fie mare, pentru a conserva pelicula de ulei. În fapt, uleiul se comportă invers față de aceste cerințe. De aceea, un ulei la care panta dreptei din grafic scade mai puțin este mai bun. Panta dreptei a fost pusă în corespondență cu indicele de viscozitate (IV), care a fost stabilit pentru un ulei etalon cu pantă care scade mai mult la 0, iar pentru altul, cu pantă care scade mai puțin, la 100. Ca și la alte scări, IV poate fi mai mic decât 0 sau mai mare decât 100. Cu cât IV este mai mare, cu atât uleiul este considerat mai bun.
Onctuozitatea este proprietatea uleiului de a adera la suprafețele motorului prin adsorbție. La oprirea motorului această aderare menține între piesele în contact o peliculă de ulei care permite ungerea temporară la viitoarea pornire până când sistemul de ungere intră în funcțiune.
În plus, uleiurile conțin aditivi: antioxidanți, pentru ameliorarea IV, pentru ameliorarea onctuozității (pentru sarcini mari: E[xtremă ]P[resiune]), anticongelanți, antirugină, antispumanți, detergenți.
După compoziție, uleiurile pot fi minerale și sintetice⁠(d). Uleiurile minerale se obțin din produse petroliere, aditivate. Este greu ca acestea să poată fi folosite în diferite condiții climatice, motiv pentru care sunt „de vară” și „de iarnă” (acestea din urmă au o viscozitate mai mică). Uleiurile sintetice se obțin din compuși chimici produși artificial și au proprietăți superioare uleiurilor minerale. Uleiurile sintetice au un IV mare, acoperă condițiile climatice din tot anul dintr-o zonă, sunt mai stabile, ca urmare rezistă mult mai mult între două schimburi de ulei. Însă sunt mai scumpe.
Există uleiuri diferite pentru motoarele cu aprindere prin scânteie în 4 timpi, pentru cele în 2 timpi, pentru motoarele diesel, pentru motoarele de aviație, pentru cele navale etc.